# Уст-Мајски рејон
Уст-Мајски рејон или Уст-Мајски улус (рус. Усть-Майский район, јакут. Уус-Маайа улууhа) један је од 34 рејона Републике Јакутије у Руској Федерацији. Укупна површина 95.300 km².
Рејон се налази на истоку Јакутије и то је један од најхладнијих територија сјеверне хемисфере. Клима је оштра континентална. Најважније ријеке Алдан и његове притоке.
Административни центар рејона је село Солњечниј (рус. Солнечный).
Укупан број становника рејона је 9.182 људи (2010). Становништво већином чине Руси (64%), те Јакути, Евени и Евенки.